# 네프찰라구
네프찰라구(아제르바이잔어: Neftçala rayonu)는 아제르바이잔 남동부에 위치한 구로, 행정 중심지는 네프찰라이다. 면적은 1,451km2, 인구는 79,600명(2009년 기준)으로, 동쪽으로는 카스피해와 접한다. 구 이름은 페르시아어로 "유정(油井)"을 뜻하는 단어인 "나프찰라"(نفت چاله)에서 유래된 이름이다.